# Дама Пика
„Дама Пика“ е повест на Александър Сергеевич Пушкин.
Създадена е вероятно през 1833 г. Съществуват няколко хипотези за точната година на написването ѝ. Според една от тях Пушкин написва повестта през есента на 1833 г. в село Болдино. Повестта е отпечатана за първи път през 1834 г. в „Библиотека для чтения“ (том втори). 